# Wardita
La wardita es un mineral de la clase de los minerales fosfatos, y dentro de esta pertenece al llamado “grupo de la wardita”. Fue descubierta en 1896 en Fairfield (Utah), en Estados Unidos, siendo nombrada así en honor de Henry A. Ward, mineralogista estadounidense. Cuando aparece en forma de cristales visibles a simple vista, es un mineral muy valorado para coleccionismo. También pueden obtenerse cabujones para colección.

## Características químicas
Es un fosfato hidroxilado e hidratado de sodio y aluminio. 
Es el análogo con aluminio de la cyrilovita, y el análogo con OH de la fluoro-wardita. Puede ser confundida con la variscita, muy parecida pero del sistema cristalino ortorrómbico.

## Formación y yacimientos
Aparece como componente de los nódulos fosfáticos de baja temperatura en rocas sedimentarias. Es un componente inusual en complejos de rocas pegmatitas zonadas. Suele encontrarse asociado a otros minerales como: variscita, millisita, crandallita, ferrisicklerita, mitridatita, whitlockita, montgomeryíta, fairfieldita o eosforita.
La wardita es un mineral poco frecuente, que se ha encontrado en unas 70 localidades en el mundo, pero generalmente a escala microscópica, y solamente en una pocas en forma de ejemplares significativos. Los mejores ejemplares, con cristales de hasta 4 cm, proceden de Rapid Creek y  el río Big Fish, en el distrito minero de Dawson, Alaska (USA). También se han encontrado ejemplares de buena calidad, de un tamaño de hasta 1 cm, en Lavra da Ilha, Taquaral, Itinga, Minas Geraes, Brasil. En España, aparece en forma de cristales de hasta 1 cm en cavidades en la montebrasita de la mina Tita, en Golpejas (Salamanca).